# Atherigona kivuensis
Atherigona kivuensis este o specie de muște din genul Atherigona, familia Muscidae, descrisă de Deeming în anul 1981.
Este endemică în Congo. Conform Catalogue of Life specia Atherigona kivuensis nu are subspecii cunoscute.